# العلاقات المغربية الليسوتوية
العلاقات المغربية الليسوتوية هي العلاقات الثنائية التي تجمع بين المغرب وليسوتو.

## مقارنة بين البلدين
هذه مقارنة عامة ومرجعية للدولتين:
| وجه المقارنة                                              | المغرب                                 | ليسوتو                      |
| --------------------------------------------------------- | -------------------------------------- | --------------------------- |
| المساحة (كم2)                                             | 710.85 ألف                             | 32.96 ألف                   |
| عدد السكان (نسمة)                                         | 36.07 مليون                            | 2.23 مليون                  |
| الكثافة السكانية (ن./كم²)                                 | 50.74                                  | 67.66                       |
| العاصمة                                                   | الرباط                                 | ماسيرو                      |
| اللغة الرسمية                                             | اللغة العربية، أمازيغية معيارية مغربية | لغة إنجليزية، اللغة السوتية |
| العملة                                                    | درهم مغربي                             | لوتي ليسوتو                 |
| الناتج المحلي الإجمالي (بليون دولار)                      | 109.14 مليار                           | 2.64 مليار                  |
| الناتج المحلي الإجمالي (تعادل القوة الشرائية) بليون دولار | 274.06 مليار                           | 6.30 مليار                  |
| الناتج المحلي الإجمالي الاسمي للفرد دولار أمريكي          | 2.88 ألف                               | 1.07 ألف                    |
| الناتج المحلي الإجمالي للفرد دولار أمريكي                 | 7.49 ألف                               | 2.64 ألف                    |
| مؤشر التنمية البشرية                                      | 0.628                                  | 0.497                       |
| رمز المكالمات الدولي                                      | +212                                   | +266                        |
| رمز الإنترنت                                              | .ma                                    | .ls                         |
| المنطقة الزمنية                                           | ت ع م+01:00                            | ت ع م+02:00                 |

## منظمات دولية مشتركة
يشترك البلدان في عضوية مجموعة من المنظمات الدولية، منها:
| علم المنظمة | اسم المنظمة                               | تاريخ انضمام المغرب | تاريخ انضمام ليسوتو |
| ----------- | ----------------------------------------- | ------------------- | ------------------- |
|             | مؤسسة التنمية الدولية                     | 29 ديسمبر 1960      | 19 سبتمبر 1968      |
|             | يونسكو                                    | 7 نوفمبر 1956       | 29 سبتمبر 1967      |
|             | وكالة ضمان الاستثمار متعدد الأطراف        | 17 سبتمبر 1992      | 12 أبريل 1988       |
|             | الأمم المتحدة                             | 12 نوفمبر 1956      | 17 أكتوبر 1966      |
|             | الاتحاد البريدي العالمي                   | ?                   | ?                   |
|             | البنك الدولي للإنشاء والتعمير             | 25 أبريل 1958       | 25 يوليو 1968       |
|             | الاتحاد الدولي للاتصالات                  | 1 نوفمبر 1956       | 26 مايو 1967        |
|             | منظمة حظر الأسلحة الكيميائية              | ?                   | ?                   |
|             | مؤسسة التمويل الدولية                     | 30 أغسطس 1962       | 29 سبتمبر 1972      |
|             | المركز الدولي لتسوية المنازعات الاستشارية | 10 يونيو 1967       | 7 أغسطس 1969        |
|             | منظمة التجارة العالمية                    | 1995                | ?                   |
|             | منظمة الشرطة الجنائية الدولية             | ?                   | ?                   |
|             | الاتحاد الأفريقي                          | ?                   | ?                   |
|             | البنك الإفريقي للتنمية                    | ?                   | ?                   |

## وصلات خارجية
- موقع وزارة الخارجية المغربية
- موقع وزارة الخارجية الليسوتوية